# Maj Britt Theorin
Maj Britt Theorin (n. 22 decembrie 1932, Göteborg, Suedia – d. 6 aprilie 2021) a fost o politiciană suedeză, membră a Parlamentului European în perioada 1999-2004 din partea Suediei.